# Shantarakshita

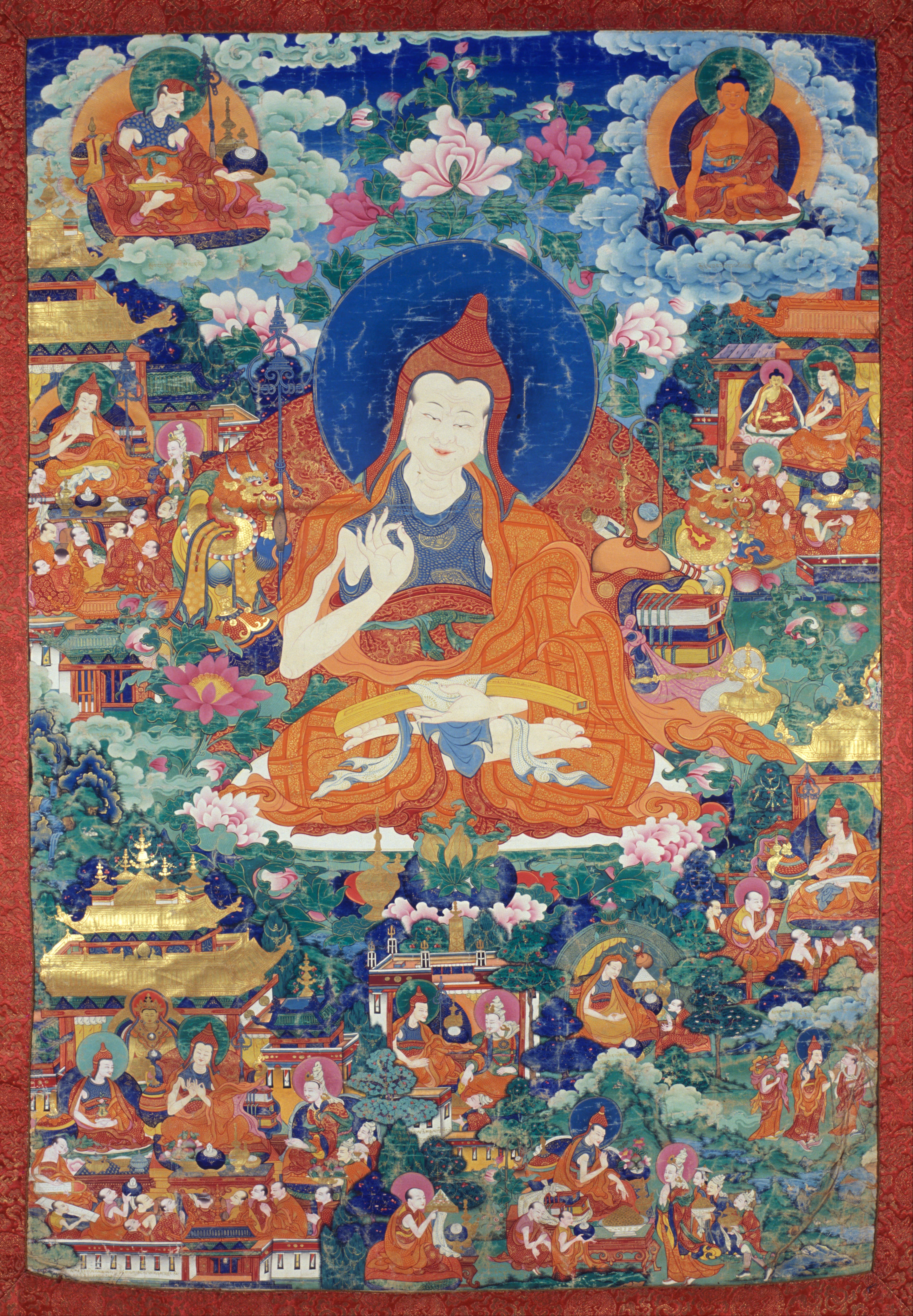
Shantarakshita

Shantarakshita (tib.: zhi ba 'tsho ausgesprochen: schi-wa tso; Wächter des Friedens; * 8. Jahrhundert) war einer der bedeutendsten Philosophen des indischen und des tibetischen Buddhismus. Er wurde zur Zeit des Königs Thrisong Detsen nach Tibet eingeladen und gründete dort zusammen mit Padmasambhava das erste buddhistische Kloster Tibets Samye, dessen Abt er wurde. Das bekannteste literarische Werk Shantarakshitas ist sein Grundlagenwerk der Yogachara-Madhyamika-Schule Madhyamakalamkara („Schmuck der mittleren [Lehre]“), in dem das Yogachara-System des Asanga und die Madhyamaka-Philosophie des Nagarjuna miteinander verbunden werden.